# جيل وايتهاوس
جيل وايتهاوس (بالإنجليزية: Gil Whitehouse)‏ هو لاعب كرة قاعدة أمريكي، ولد في 15 أكتوبر 1893 في سومرفيل في الولايات المتحدة، وتوفي في 14 فبراير 1926 في بريور في الولايات المتحدة.

## وصلات خارجية
- جيل وايتهاوس على موقعبيزبول رفرنس.كوم (الدوري الرئيسي) (الإنجليزية)
- جيل وايتهاوس على موقعبيزبول رفرنس.كوم (الدوري الثانوي) (الإنجليزية)